# Galium lucidum
Galium lucidum là một loài thực vật có hoa trong họ Thiến thảo. Loài này được All. mô tả khoa học đầu tiên năm 1773.

## Hình ảnh

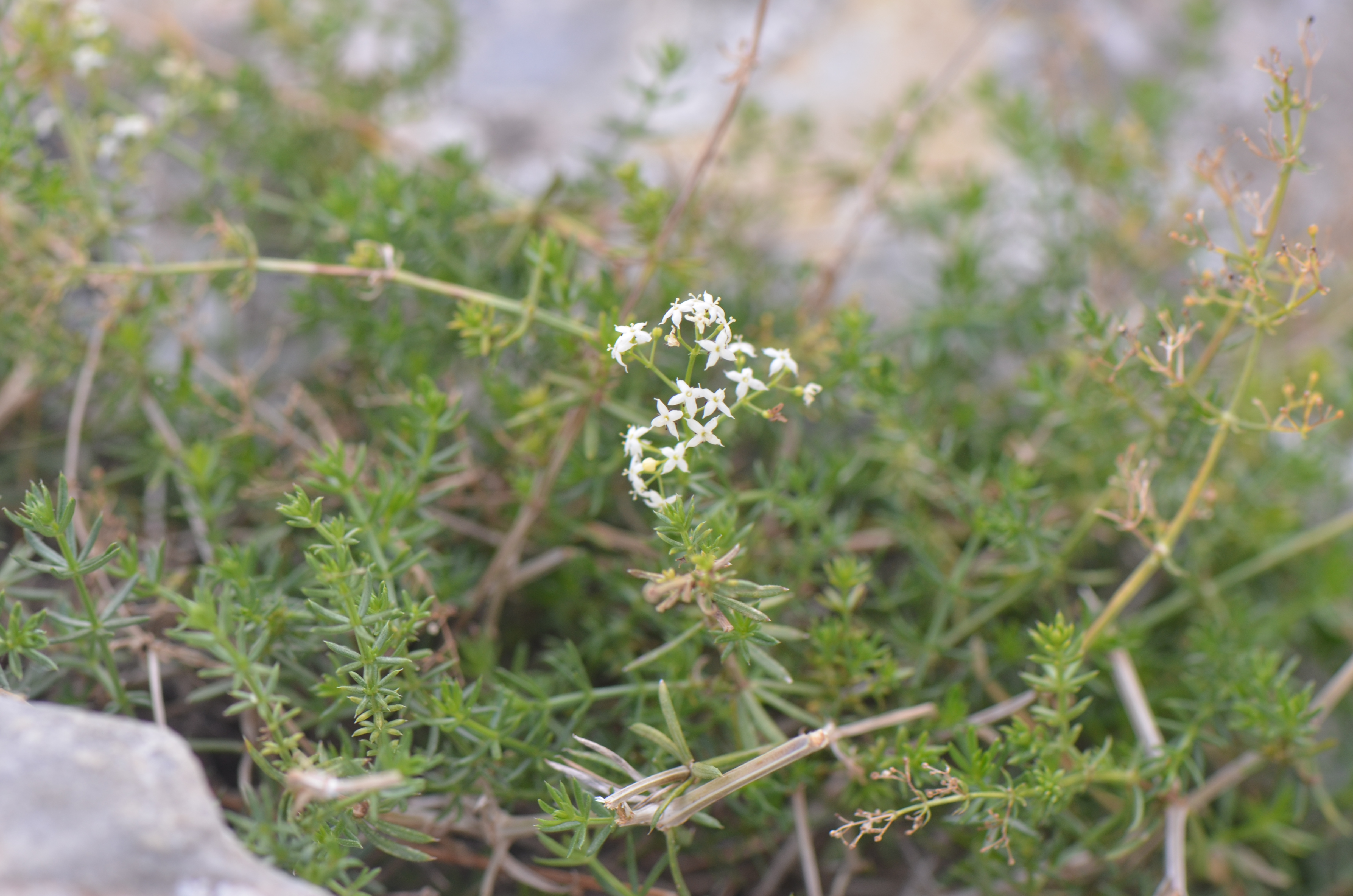